# Alessandro Lucarelli
Alessandro Lucarelli, född 22 juli 1977 i Livorno, Italien, är en före detta fotbollsspelare som senast spelade för Parma i Serie A. Hans äldre bror, Cristiano Lucarelli, är också en före detta professionell fotbollsspelare.